# Gat (città filistea)
Gat (in filisteo: 𐤂𐤕, *Gīt; in ebraico: גַּת, Gaṯ; in latino Geth), nota anche come Gath o Geth, è un'antica città-stato facente parte della Pentapoli filistea durante l'età del ferro.

## Storia

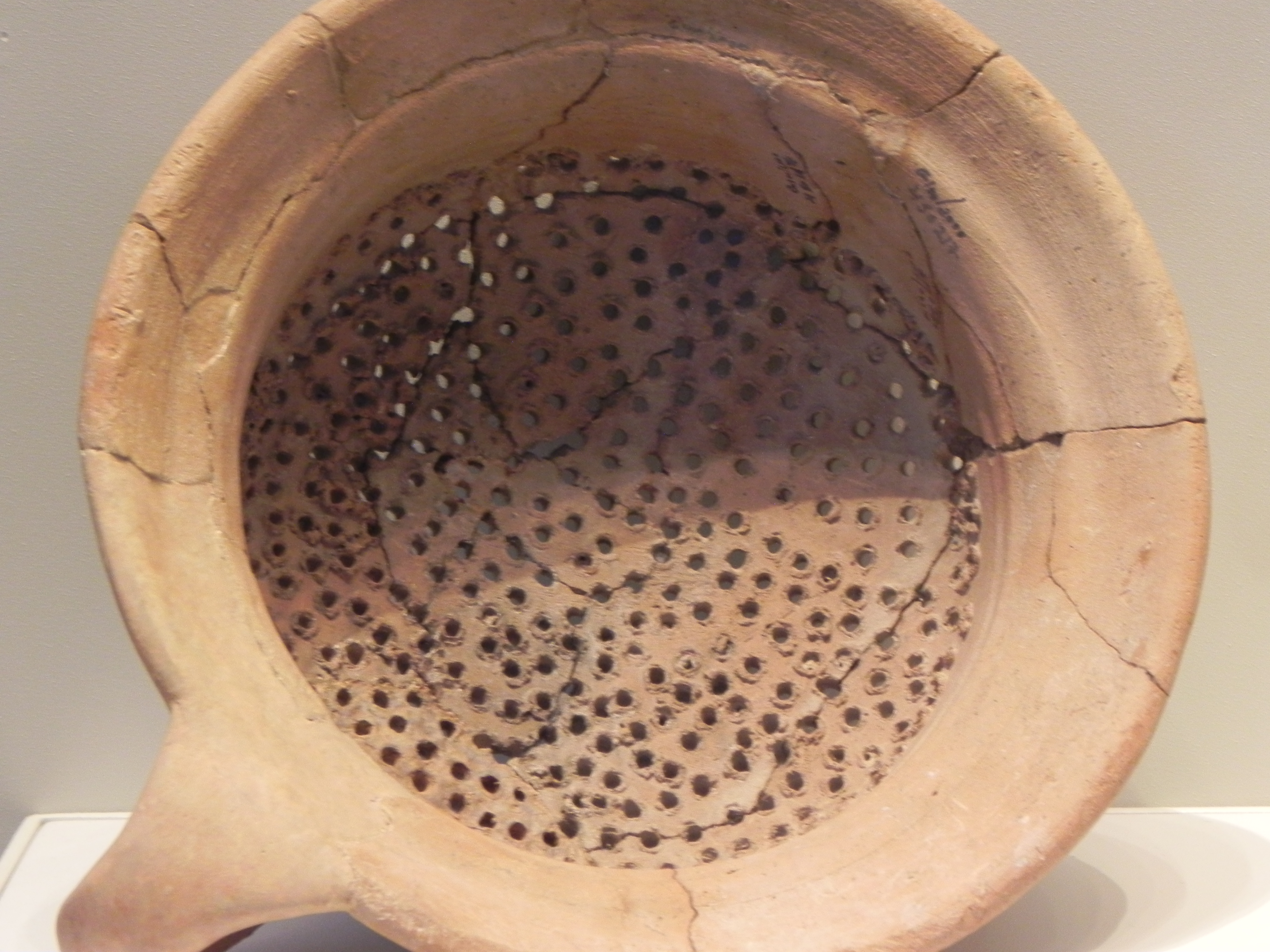
Setaccio in ceramica rinvenuto nel sito di Tell es-safi, IX secolo a.C., Gerusalemme, Museo d'Israele

La città si trovava in una zona abitata da più di 5 000 anni, ed era già un centro abitato importante durante l'età del bronzo. Lo dimostrano le undici tavole facenti parte delle lettere di Amarna inviate dai sovrani ghittei al faraone, di cui otto inviate dal re Shuwardata (o Suwardata) e le restanti tre da ʿAbdi-Ashtarti. Essa era la più grande tra le città filistee già a partire dall'XI secolo a.C., tra le otto e le dieci volte più grande di Gerusalemme.
La città fu conquistata dal re arameo Hazael nell'830 a.C. circa. Circa due millenni più tardi, nel 1142, i Crociati eressero sulle rovine di Gat un avamposto militare che prese il nome di Blanchegarde.

## Collocazione

### Ramla
Secondo il geografo ebreo Ishtori Haparchi, vissuto tra il XIII e il XIV secolo, e altri scrittori ebrei, l'antica città di Gat era da identificarsi come Ramla. Gli scavi archeologici iniziali sembravano indicare che Ramla non fu costruita sul sito di un'antica città, anche se negli ultimi anni le rovine di un vecchio insediamento urbano sono state scoperte nella periferia meridionale della città. Nel Novecento, l'archeologo israeliano Benjamin Mazar aveva ipotizzato che Gat si potesse trovare in un sito chiamato Ras Abu Hamid, a Est di Ramla. Altri studiosi invece, tra cui l'archeologo israeliano Michael Avi-Yonah, credono che si tratti di un'altra località con lo stesso nome, con cui vi si riferisce di solito col nome di Gath-Gittaim.

### Tell es-Safi

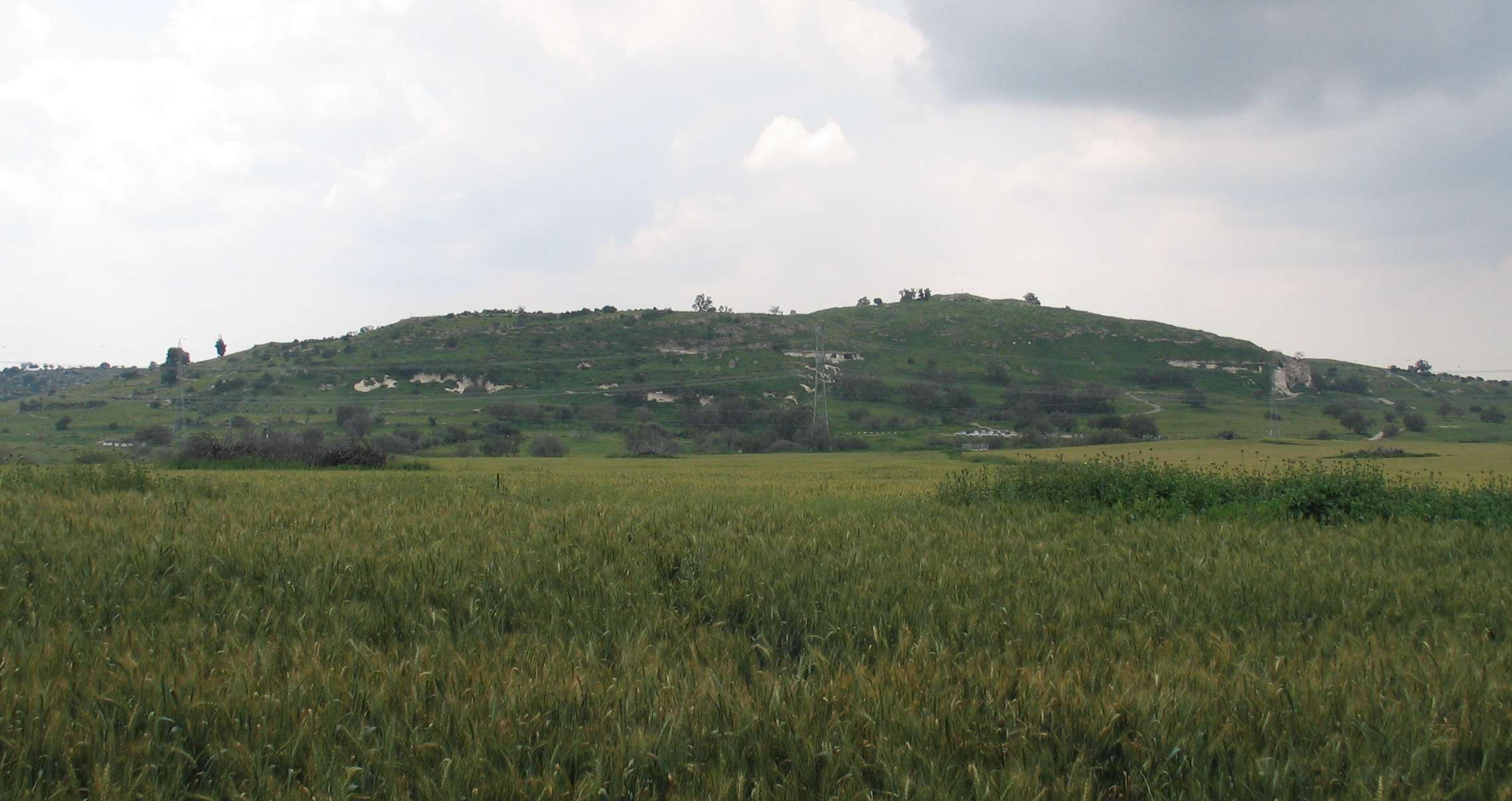
La collina di Tell es-Safi

Lo studioso del XIX secolo Edward Robinson identificò Gat col sito di Tell es-Safi. Quest'ipotesi fu accettata fino all'inizio del XX secolo, quando cominciò ad essere messa in discussione. Negli anni Venti, il famoso archeologo statunitense William Albright scrisse che:"L'esplorazione archeologica di Tell el-Safi non ha prodotto un briciolo di prove per l'identificazione con Gat". Egli suggerì un altro sito, Tell 'Areini (ora vicino alla città di Kiryat Gat), il quale, nonostante una certa opposizione, fu accettato al punto che il Comitato per i nomi del governo di Israele nel 1953 lo ribattezzò "Tel Gat". Tuttavia, gli scavi a Tell 'Areini, cominciati nel 1959, non hanno trovato tracce dell'età del bronzo medio e gli archeologi hanno invece proposto che Gat fosse identificata con un terzo sito, Tell en-Nejileh (Tel Nagila), una proposta abbandonata dopo gli scavi negli anni Ottanta. L'attenzione tornò poi di nuovo a Tell es-Safi, che oggigiorno si pensa sia la vera posizione di Gat.
A confutare quest'ipotesi vi è la Mappa di Madaba, un mosaico del VI secolo che raffigura la Terra santa, dove Tell es-Safi si trova sotto il nome di "Saphitha" (in greco antico ΣΑΦΙΘΑ), mentre vi é indicato il nome di una seconda città come "Gitta, precedentemente una delle cinque satrapie [dei Filistei]". Questa città è collocata a Sud-Ovest di Lidda, che potrebbe farla corrispondere proprio con la sopracitata Ramla.

## Riferimenti biblici
La città viene menzionata nell’Antico Testamento, in particolare come città natale del famoso gigante Golia (1 Sam 17). Tuttavia Gat è anche indicata nelle Scritture come un'importante città filistea (Gios 13,3), un luogo in cui il Re Davide si rifugiò (1 Sam 21;27) e una sistemazione provvisoria per l’Arca dell'Alleanza per due volte, (1 Sam 5,8), dove nella prima occasione Dio punì la città con un'epidemia di emorroidi (1 Sam 5,9).